# Sunny (artista)
Lee Soon-kyu (hangul: 이순규; hanja: 李順圭; rr: I Sun-gyu; nascida Susan Soonkyu Lee em 15 de maio de 1989), mais conhecida por seu nome artístico Sunny (hangul: 써니; hanja: 珊妮; rr: Sseoni; MR: Ssŏni), é uma cantora, atriz e apresentadora estadunidense de origem sul-coreana. Em agosto de 2007 estreou como membro do grupo sul-coreano Girls' Generation, tornando-se um dos grupos mais bem sucedidos da Coreia do Sul e um dos grupos femininos mais populares da Coréia do Sul em todo o mundo.

## Início da vida
Sunny nasceu em 15 de maio de 1989, em Orange County, California. Sua família é composta por seus pais e duas irmãs mais velhas. Apesar de uma grande diferença de idade, Sunny e suas irmãs possuem a mesma data de aniversário. Mudou-se muito nova para Kuwait e logo após para a Coreia do Sul por causa da Guerra do Golfo. Como resultado de sua breve experiência de guerra, Sunny cresceu com medo de ruídos altos. Foi influenciada para se tornar uma cantora por seu pai, que estava em uma banda na faculdade. Em 1998, Sunny entrou para a Starlight Entertainment e tornou-se uma estagiária por cinco anos, antes de transferir-se para a agencia Starworld, onde era para estrear em um duo chamado Sugar. O grupo, no entanto, nunca chegou a se concretizar. No início de 2007, a cantora Ayumi Lee indicou Sunny para fazer um teste e se juntar a SM Entertainment.

## Carreira

### 2007–15: Girls' Generation e sucesso nos musicais
Em 2007, foi escolhida como membro do grupo Girls Generation, tendo sua primeira apresentação no School of Rock da Mnet, em julho daquele ano, onde o grupo apresentou seu primeiro single, "Into the New World" (다시 만난 세계; Dasi mannan segye)., Em 5 de agosto de 2007, o grupo estreou oficialmente no Inkigayo da SBS, onde interpretaram a mesma música. O Girls' Generation lançou posteriormente seu auto-intitulado álbum de estreia em novembro de 2007, que foi precedido pelos singles "Girls' Generation" (소녀시대; Sonyeo sidae) – um remake da música de 1989 de Lee Seung-cheol e "Kissing You". No início de 2008, trabalhou como co-apresentadora do Melon Chunji Radio com Lee Sung-min. Em agosto de 2008, contribuiu com uma canção solo, "You Don't Know About Love", para a série Working Mom da SBS. Em 2009, lançou duas músicas, "Finally Now" para o filme Story of Wine e um dueto com Kim Tae-yeon, intitulado "It's Love" para a série da MBC Heading to the Ground. Durante 2009-2010, tornou-se co-apresentadora para programa de usical da MTV Korea The M com Kim Hyung-jun e Lim Seul-ong. Também se juntou ao show de variedades da KBS2 Invincible Youth. Foi um programa de realidade onde um grupo de celebridades se reúnem para trabalhar e experimentar a vida agrícola e rural. Em março de 2010, gravou "Your Doll" para o drama da SBS Oh! My Lady entrando no Gaon Digital Chart, no número 88. Durante 2011-2012, continuou com sua participação no Invincible Youth 2. Ela foi elogiada pelo diretor do show como alguém que tem "inteligência", "grande adaptabilidade" e a capacidade de fazer outros membros do elenco se darem muito bem.

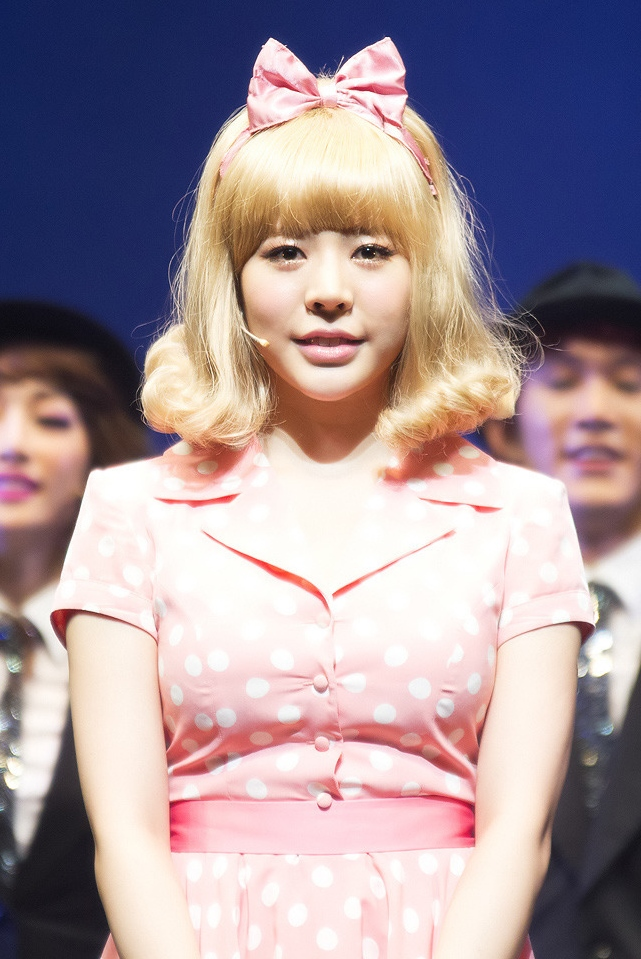
Sunny durante o musical Catch Me If You Can. (dezembro de 2012)

Em janeiro de 2012, entrando no campo da dublagem pela primeira vez, sendo destaque na versão em coreano da dublagem do filme de animação Outback . Ela dublou um coala chamado Miranda. Sunny declarou que  durate o processo de gravação foi inicialmente difícil, afirmando que Miranda era um personagem tão "carismático" e "forte", era difícil de expressar "com apenas a voz", uma vez que teria sido "uma história diferente se [ela] estivesse mostrando as ações". Com a ajuda do diretor, ela foi capaz de, finalmente, "entender o personagem". Em março de 2012, tornou-se apresentadora do programa de televisão da SBS MTV Music Island. Durante 2012, gravou dois duetos, a primeira canção intitulada "I Love You, I Love You", com Miryo, enquanto a outra intitulada "It's Me", com Luna para o drama da SBS To The Beautiful You.
 As canções estrearam no número 56 e 25, sobre Gaon Digital Chart e no número 51 e 16 no K-pop Hot 100 da Billboard, respectivamente. Em março de 2012, foi escalada para seu primeiro musical, Catch Me If You Can, baseado na história real e na vida de Frank Abagnale. O musical ocorreu de 28 de março até 10 de junho de 2012, interpretando uma personagem chamada Brenda, que é a namorada do protagonista masculino. E novamente de 14 de dezembro de 2012 a 9 de fevereiro de 2013 no Seongam Arts Center Opera House. Seu desempenho recebeu críticas favoráveis. Shin Yeong-seon a partir do The Chosun Ilbo observou sobre a capacidade de Sunny para entender o personagem e elogiou o seu bem-retrato de Brenda de "fofura exagerada e atuação irreverente". Jang Kyungjin do 10Asia apreciou seu canto, "Enquanto Sunny não era um membro em seu grupo que colocou seus vocais para frente, ela mostrou seu poder através de Brenda 'Fly, Fly Away'", com sua voz limpa, firme, mostrando o seu potencial para o público." Sunny foi indicada como "Melhor Nova Atriz" no 6th Musical Awards. Em junho de 2013,lançou a música "The 2nd Drawer" para a trilha sonora do drama da MBC The Queen's Classroom. A canção estreou no número 76 no Kpop Top 100 Chart.

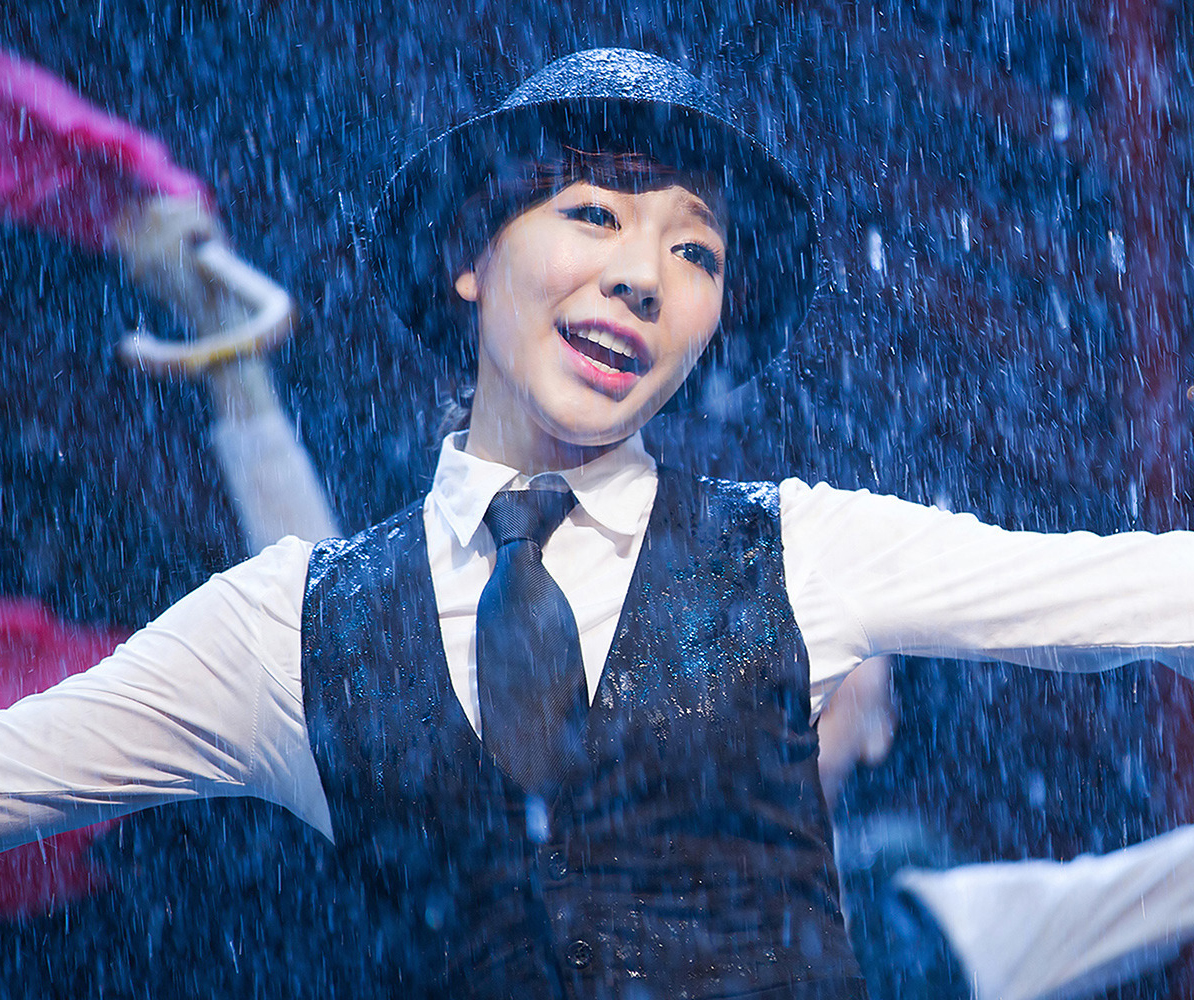
Sunny durante o musical Singin' in the Rain. (julho de 2014)

Em março de 2014, participou na versão coreana da dublagem do filme de animação Rio 2. Ela dublou Jewel, uma ararinha-azul fêmea. O diretor observou sua capacidade de não só oferecer as linhas, mas também expressa com sucesso outros efeitos sonoros, como respiração. Em uma entrevista, Sunny expressou que a parte mais atraente da dublagem é a capacidade de voltar a sua infância. Em junho do mesmo, foi escalada para seu segundo musical, Singin' in the Rain, baseado no filme de 1952 com o mesmo nome. Sunny interpretou Kathy Selden, uma aspirante a atriz. O musical ocorreu de 5 de junho a 3 de agosto de 2014, no Chungmu Art Hall em Seul. Em novembro de 2014, sua canção solo "First Kiss", foi lançada como parte do Project Super Hero do musico Hwang Sung Je. Ainda em novembro, se tornou membro do elenco da segunda temporada do reality show da SBS Roommate. A segunda temporada do programa terminou em 14 de abril de 2015, após 26 episódios, e embora os preparativos estivessem sendo feitos para uma nova temporada, o programa foi cancelado devido a baixa audiência. Durante o mesmo período, apresentou o programa de rádio da MBC Date FM, onde contribuiu com a canção tema auto-escrita para o show e também ganhou o "Rookie Radio DJ Award" no MBC Entertainment Awards. Em abril de 2015, a voz de Sunny foi destaque no single de estreia, "Heart Throbbing", da banda de indie Roof Top House. A canção estreou na posição #89, do Gaon Digital Chart. Entre agosto e outubro de 2015, co-apresentou o show de variedades da JTBC Serial Shopping Family.

### 2016–presente: Trabalhos na televisão e Oh!GG

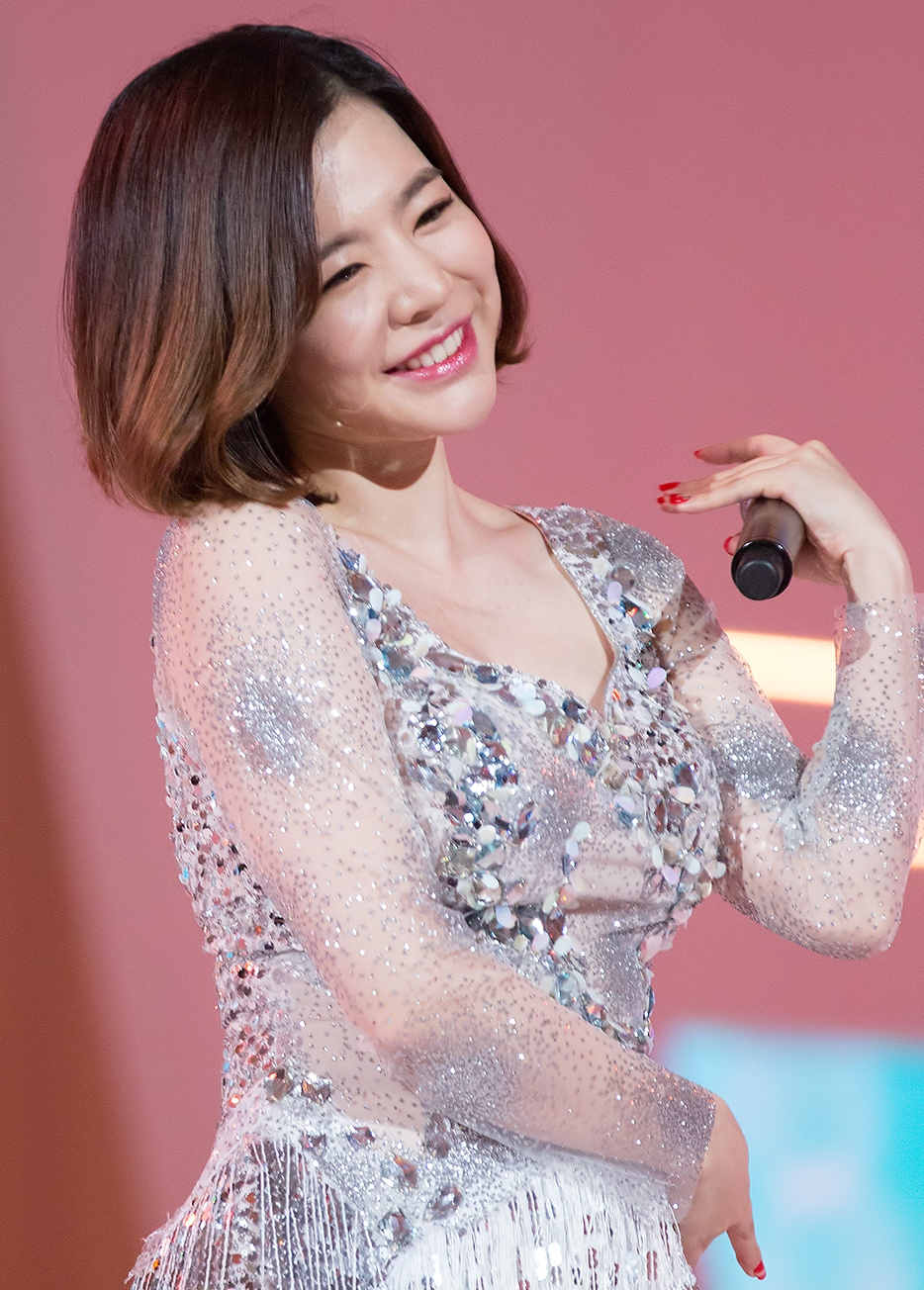
Sunny se apresentando no Style Icon Asia. (março de 2016)

Em março de 2016, foi revelado que o Sunny seria uma jurada celebridade no show, Vocal War: God's Voice. A finalidade do programa é criar uma batalha vocal um-contra-um entre cantores veteranos na Coreia e vocalistas amadores talentosos. Em maio do mesmo ano, foi confirmada no show de variedades Star Advent. O programa segue um total de 12 celebridades coreanas e chinesas que experimentam a vida como trabalhadores de escritório comuns em um país estrangeiro e tentam superar as diferenças culturais. Seis Estrelas coreanas trabalham em empresas chinesas e vice-versa. A estréia do show ocorreu em 9 de julho através da Shandong TV da China. Em junho de 2016, se juntou ao elenco principal do show de variedades da JTBC Cheonhajangsa (천하장사), um show com vários mercados tradicionais. Lançou a canção "너의 목소리 (Sound of Your Heart)" para o projeto Station, como parte do SM Town, em 30 de dezembro de 2016. Em 7 de setembro de 2017, durante sua aparição no programa Snowball Project foi anunciado o lançamento de seu single "쟤 보지 마 (U&I)" para o dia 15 de setembro, através da 2ª temporada do projeto Station, em colaboração com Henry Lau.
No final de agosto de 2018, foi revelado que Sunny, juntamente com Taeyeon, Hyoyeon, Yuri e YoonA integrariam a segunda subunidade do Girls' Generation, intitulada Girls' Generation-Oh!GG. O nome da unit é uma combinação da interjeição "Oh!" e as iniciais em inglês do nome do grupo "GG". "Oh!GG" também soa como uma frase coreana que tem o significado de "impecável" ou "incrível". A estreia oficial da subunidade ocorreu em 5 de setembro com o lançamento do single "Lil' Touch", acompanhado da B-side "Fermata". Sunny participou da canção "Time" do músico Hitchhiker, lançada em 29 de agosto de 2018. A canção, que também conta com a participação de Hyoyeon e Taeyong, será usada como tema do desfile final do 2018 Spectrum Dance Music Festival que acontecerá nos dias 8 e 9 de setembro no Jamsil Sports Complex em Seul.
Em novembro de 2019, Sunny colaborou com BoA, Siwon, J-Min, Taemin, Suho, Wendy e Doyoung – como parte da SM Town – na canção "This is Your Day (for every child, UNICEF)". A canção foi lançada oficialmente em 20 de novembro, como a primeira faixa do projeto STATION X 4 LOVEs for Winter (2019 SMTOWN Winter). "This is Your Day" é uma faixa de balada pop com progressões dinâmicas de acordes. As letras foram escritas por Yoo Young-jin e expressam suas esperanças de que todas as crianças sejam felizes.

## Discografia
A discografia de Sunny é composta por três singles (incluindo um como artista convidada), um single promocional e sete aparições em trilhas sonoras.
| Título                                                                                   | Ano                    | Melhores posições nas paradas | Melhores posições nas paradas | Vendas                 | Álbum                                       |
| Título                                                                                   | Ano                    | KOR                           | KOR Billboard                 | Vendas                 | Álbum                                       |
| Como artista principal                                                                   | Como artista principal | Como artista principal        | Como artista principal        | Como artista principal | Como artista principal                      |
| ---------------------------------------------------------------------------------------- | ---------------------- | ----------------------------- | ----------------------------- | ---------------------- | ------------------------------------------- |
| "심쿵주의보 (Heart Throbbing)" (com Rooftop House Studio)                                | 2015                   | 89                            | —                             | - KOR: 21,799+         | Rooftop Project The 1st Album               |
| "쟤 보지 마 (U&I)" (com Henry)                                                           | 2017                   | —                             | —                             | —                      | Lançamento sem álbum                        |
| Como artista convidada                                                                   |                        |                               |                               |                        |                                             |
| "Time" (Hitchhiker featuring Sunny, Hyoyeon e Taeyong)                                   | 2018                   | —                             | —                             | —                      | Lançamento sem álbum                        |
| Singles promocionais                                                                     |                        |                               |                               |                        |                                             |
| "First Kiss"                                                                             | 2014                   | —                             | —                             | —                      | Hwang Soun Je Project Superhero 3rd Line up |
| Colaborações                                                                             |                        |                               |                               |                        |                                             |
| "사랑해 사랑해 (I Love You, I Love You)" (Miryo featuring Sunny)                         | 2012                   | 56                            | 51                            | - KOR: 102,375+        | MIRYO aka JOHONEY                           |
| Aparições em trilhas sonoras                                                             |                        |                               |                               |                        |                                             |
| "사랑을 몰라요 (You Don't Know About Love)"                                              | 2008                   | —                             | —                             | —                      | Working Mom OST                             |
| "Finally Now"                                                                            | 2009                   | —                             | —                             | —                      | Story of Wine OST                           |
| "사랑인걸요 (It's Love)" (com Taeyeon)                                                   | 2009                   | —                             | —                             | —                      | Heading to the Ground OST                   |
| "그대 인형 (Your Doll)"                                                                  | 2010                   | 88                            | —                             | —                      | Oh! My Lady OST                             |
| "나야 (It's Me)" (com Luna)                                                              | 2012                   | 25                            | 16                            | - KOR: 218,992+        | To the Beautiful You OST                    |
| "두 번째 서랍 (The 2nd Drawer)"                                                          | 2013                   | —                             | 76                            | - KOR: 30,346+         | The Queen's Classroom OST                   |
| "Odd Imagination" (com Henry)                                                            | 2018                   | —                             | —                             | —                      | Two Yoo Project - Sugar Man 2 Part 6        |
| Outras aparições                                                                         |                        |                               |                               |                        |                                             |
| "3"                                                                                      | 2013                   | —                             | —                             | —                      | 2011 Girls Generation Tour (Live)           |
| "You Are A Miracle" (com vários artistas)                                                | 2013                   | 32                            | —                             | - KOR: 53,496+         | SBS Gayo Daejun: Friendship Project         |
| "너의 목소리 (Sound of Your Heart)" (com Steve Barakatt, como parte do SM Town)          | 2016                   | —                             | —                             | —                      | S.M. Station Season 1                       |
| "—" indica lançamentos que não figuraram nas paradas ou não foram lançados nessa região. |                        |                               |                               |                        |                                             |

## Filmografia

### Filmes
| Ano  | Título                                                   | Papel                | Outras notas                       |
| ---- | -------------------------------------------------------- | -------------------- | ---------------------------------- |
| 2012 | Koala Kid: Birth of A Hero                               | Miranda (voz em off) | Versão coreana                     |
| 2012 | I AM. – SM Town Live World Tour in Madison Square Garden | Ela mesma            | Filme biográfico sobre a SMTown.   |
| 2014 | Rio 2                                                    | Jewel (voz em off)   | Versão coreana                     |
| 2015 | SMTown The Stage                                         | Ela mesma            | Filme documentário sobre a SMTown. |

### Dramas
| Ano  | Título                     | Papel         |
| ---- | -------------------------- | ------------- |
| 2008 | Unstoppable Marriage       | Bulgwang-dong |
| 2009 | Tae-Hee, Hye-Kyo, Ji-Hyun! | Sunny         |
| 2011 | Sazae-san: Special 3       | Sunny         |

### Shows de variedades
| Ano     | Título                  | Papel            |
| ------- | ----------------------- | ---------------- |
| 2009    | Flower Boys Generation  | Ela mesma        |
| 2009    | Star Golden Bell        | Ela mesma        |
| 2009–10 | The M                   | Co-apresentadora |
| 2009–10 | Invincible Youth        | Ela mesma        |
| 2011    | Running Man             | Ela mesma        |
| 2011–12 | Invincible Youth 2      | Ela mesma        |
| 2012    | Music Island            | MC Principal     |
| 2014–15 | Roommate 2              | Ela mesma        |
| 2015    | Serial Shopping Family  | Apresentadora    |
| 2016    | Vocal War: God's Voice  | Jurada           |
| 2016    | Star Advent             | Apresentadora    |
| 2016    | Cheonhajangsa           | Ela mesma        |
| 2018    | Real life Men and Women | Ela mesma        |
| 2018    | Can Love Be Translated? | Ela mesma        |

### Participações em vídeos musicais
| Ano  | Título da canção      | Artista            |
| ---- | --------------------- | ------------------ |
| 2008 | ''Cooking? Cooking!'' | Super Junior-Happy |

### Radio show
| Ano     | Título         | Papel |
| ------- | -------------- | ----- |
| 2008    | Reckless Radio | DJ    |
| 2014–15 | FM Date        | DJ    |

### Teatro
| Ano     | Título              | Papel        |
| ------- | ------------------- | ------------ |
| 2012–13 | Catch Me If You Can | Brenda       |
| 2014    | Singin' in the Rain | Kathy Selden |

## Prêmios e indicações
| Ano  | Prêmio                         | Categoria              | Trabalho nomeado    | Resultado |
| ---- | ------------------------------ | ---------------------- | ------------------- | --------- |
| 2010 | Mnet 20's Choice Awards        | Hot Female Multitainer | —                   | Indicado  |
| 2012 | The 6th Musical Awards         | Best New Actress       | Catch Me If You Can | Indicado  |
| 2013 | The 19th Korean Musical Awards | Best New Actress       | Catch Me If You Can | Indicado  |
| 2014 | MBC Entertainment Awards       | Rookie Radio DJ Award  | Sunny's FM Date     | Venceu    |